# التعليم الخاص في المملكة المتحدة
تشير الاحتياجات التعليمية الخاصة (SEN)، والمعروفة أيضًا باسم الاحتياجات التعليمية الخاصة والإعاقات (SEND) في المملكة المتحدة، إلى تعليم الأطفال الذين يحتاجون إلى توفير تعليم مختلف عن النظام السائد.

## تعريف
حدد تعريف الاحتياجات التعليمية الخاصة في قانون التعليم لعام 1996 وتم تعديله في مشروع قانون الاحتياجات التعليمية الخاصة والإعاقة لعام 2001. في الوقت الحالي، يُعتبر الطفل أو الشاب من ذوي الاحتياجات التعليمية الخاصة إذا كان يعاني من إعاقة أو صعوبة في التعلم مما يعني أنه يحتاج إلى توفير تعليمي خاص. تعني الخدمات التعليمية الخاصة أن الطفل يحتاج إلى الدعم الذي لا يتم تقديمه عادةً لطفل في نفس عمره في مدرسة عادية.
تتضمن بعض الأمثلة على الاحتياجات التعليمية الخاصة ما يلي:
- حالة تؤثر على السلوك أو المهارات الاجتماعية، مثل اضطراب فرط الحركة ونقص الانتباه أو التوحد
- حالة تؤثر على القدرة على القراءة والكتابة، مثل عسر القراءة أو صعوبة تعلم محددة أخرى
- حالة تؤثر على القدرة على التعلم، مثل صعوبات التعلم
- إعاقة جسدية، بما في ذلك ضعف البصر، أو ضعف السمع، أو حالة صحية مزمنة، أو ضعف الحركة.

## الدعم متاح
هناك أنواع عديدة من الدعم المتاحة اعتمادًا على إعاقة الطفل أو الشاب. تتضمن بعض الدعم المقدم ما يلي:
- اتباع برنامج تعليمي مختلف عن بقية الفصل
- مساعدة إضافية من مساعد التدريس أو معلم الفصل
- إشراف إضافي في الفصل الدراسي أو في وقت الاستراحة
- العمل في مجموعة أصغر
- دعم التواصل مع التلاميذ الآخرين
- المساعدة في الرعاية الشخصية (مثل تناول الطعام أو استخدام المرحاض)
- التشجيع على إكمال المهام التي يجد التلميذ صعوبة في إنجازها

### الامتحانات العامة
تتضمن بعض أشكال الدعم المتاحة للأطفال ذوي الاحتياجات التعليمية الخاصة ما يلي:
- وقت إضافي لإكمال الامتحانات
- فترات الراحة
- صيغ بديلة لأوراق الامتحانات
- استخدام القارئ
- استخدام الكاتب
- استخدام متحدث مباشر للامتحانات التي تتضمن تسجيلات صوتية
- استخدام المُلْقِح
- استخدام متخصص في الاتصالات (شخص يمكنه ترجمة الأسئلة إلى لغة الإشارة البريطانية أو لغة الإشارة الدولية)
- استخدام مساعد عملي
- استخدام معالج النصوص
- إكمال الامتحانات في غرفة أو مكان منفصل عن المرشحين الآخرين في المدرسة
- الإعفاء من أجزاء معينة من المؤهلات.

## اللوائح القانونية للتعليم الخاص
تختلف أنظمة التعليم الخاص في كل دولة بالمملكة المتحدة.

### إنجلترا
تم تحديد اللوائح الحالية للتعليم الخاص في قانون الأطفال والأسر لعام 2014. يتم تقديم مستويات مختلفة من الدعم للأطفال اعتمادًا على مقدار الدعم المطلوب. يُمنح معظم الأطفال ذوي الاحتياجات التعليمية الخاصة الدعم على مستوى المدرسة، والمعروف باسم دعم الاحتياجات التعليمية الخاصة. يتم تقديم خطة التعليم والصحة والرعاية (EHCP) للأطفال والشباب الذين يُعتقد أن لديهم احتياجات معقدة. يمكن استخدامها للأطفال والشباب الذين تتراوح أعمارهم بين 2 و25 عامًا. يحق للأطفال والشباب الذين لديهم خطة تعليم ورعاية صحية الحصول على ميزانية شخصية. يجب أن يكون لدى كل مدرسة منسق احتياجات تعليمية خاصة (SENCO)، وهو المسؤول عن الإشراف على دعم التلاميذ ذوي الاحتياجات التعليمية الخاصة. يمكن للأطفال ذوي الاحتياجات التعليمية الخاصة في المملكة المتحدة الالتحاق بالمدارس العادية أو الخاصة، ولكن من الناحية القانونية، فإن السلطات المحلية ملزمة بتعليم الأطفال في المدارس العادية حيثما أمكن ذلك. إذا شعرت الأسرة أن طفلها لا يتلقى الدعم الكافي، فيمكنها أن تلجأ إلى السلطة المحلية في محكمة الاحتياجات التعليمية الخاصة والإعاقة لاستئناف أي قرارات اتخذتها السلطة المحلية بشأن دعم الطفل.

#### عرض محلي
العرض المحلي (أو LO) هو بيان يوضح بالتفصيل نمط الدعم الذي تتوقع السلطة المحلية أن يكون متاحًا للأطفال والشباب ذوي الاحتياجات التعليمية الخاصة (SEN) و/أو الإعاقات داخل منطقتهم. ويجب أن يتضمن معلومات حول التعليم والصحة وتوفير الرعاية. وينبغي لها أيضًا أن تخبر الأسر عن خيارات التدريب والتوظيف والمعيشة المستقلة المتاحة للشباب ذوي الاحتياجات التعليمية الخاصة و/أو الإعاقات. وفقًا لقواعد ممارسات الاحتياجات التعليمية الخاصة والإعاقات، يجب على كل سلطة محلية نشر عرض محلي. يجب أن يكون العرض المحلي أو LO
- توفير معلومات واضحة وشاملة وسهلة الوصول ومحدثة حول الخدمات المتاحة وكيفية الوصول إليها،
- جعل الأحكام أكثر استجابة للاحتياجات والتطلعات المحلية من خلال إشراك الأطفال ذوي الإعاقة وأولئك الذين لديهم احتياجات تعليمية خاصة وأولياء أمورهم، والشباب ذوي الإعاقة وأولئك الذين لديهم احتياجات تعليمية خاصة ومقدمي الخدمات بشكل مباشر في تطويرها ومراجعتها.

### اسكتلندا
في اسكتلندا، يتم استخدام مصطلح احتياجات الدعم الإضافية بدلاً من الاحتياجات التعليمية الخاصة. بالإضافة إلى الأطفال ذوي الإعاقة، يشمل هذا أيضًا الأطفال الذين قد يحتاجون إلى الدعم لأسباب أخرى غير الإعاقة، مثل الأطفال الذين يتعرضون للتنمر أو الذين هم في رعاية حاضنة. أعاد قانون التعليم (الدعم الإضافي للتعلم) (اسكتلندا) لعام 2004 تعريف القانون المتعلق بتوفير التعليم الخاص للأطفال ذوي الاحتياجات الإضافية من خلال إنشاء إطار لسياسات الإدماج وممارسة "افتراض الدمج " في التعليم بشكل عام. يتم توفير خطة دعم منسقة للأطفال ذوي الاحتياجات المعقدة الذين يحتاجون إلى الدعم من المنظمات الخارجية. يحق للعائلات غير الراضية عن الدعم المقدم أن تلجأ إلى محكمة احتياجات الدعم الإضافية التابعة لهيئة التعليم في اسكتلندا.

### أيرلندا الشمالية
تخضع اللوائح الخاصة بالاحتياجات التعليمية الخاصة في أيرلندا الشمالية حاليًا لقانون الاحتياجات التعليمية الخاصة والإعاقة (أيرلندا الشمالية) لعام 2016. في أيرلندا الشمالية، هناك خمس مراحل لدعم الاحتياجات التعليمية الخاصة. تُعرف المراحل من 1 إلى 3 بالمراحل المدرسية. المرحلة الأولى هي عندما يتم إثارة المخاوف لأول مرة بشأن وجود طفل يعاني من احتياجات تعليمية خاصة، ويتم تقديم الدعم داخل الفصل الدراسي، مثل العمل المتباين أو استراتيجيات التدريس المختلفة. إذا تحسنت صعوبات الطفل في هذه المرحلة، فلن يتم تصنيف الطفل على أنه يعاني من احتياجات تعليمية خاصة. ومع ذلك، إذا لم تتحسن الحالة، سيتم نقل الطفل إلى المرحلة الثانية. في المرحلة الثانية، يتم طلب المشورة من طبيب الطفل العام أو طبيب المدرسة ويتم وضع خطة تعليمية من قبل SENCO، والتي تصف الصعوبات التي يواجهها الطفل والدعم الذي يحتاجه. إذا لم يحقق الطفل تقدمًا جيدًا في المرحلة الثانية، فإنه ينتقل إلى المرحلة الثالثة. في المرحلة الثالثة، يشارك متخصصون خارجيون، مثل علماء النفس التربوي، في دعم الطفل. إذا لم يحقق الطفل أي تقدم أثناء المرحلة الثالثة، يتم إحالته إلى المرحلة الرابعة. المرحلة الرابعة تُعرف أيضًا بالتقييم القانوني. يتم إحالة الأطفال الذين يعانون من إعاقات كبيرة مباشرة إلى التقييم القانوني دون الحاجة إلى المرور بالمراحل المدرسية. المرحلة الخامسة هي عندما يتم إصدار بيان الاحتياجات التعليمية الخاصة. يحدد بيان الاحتياجات التعليمية الخاصة الصعوبات التي يواجهها الطفل والدعم الذي يحتاجه، بالإضافة إلى المدرسة التي يجب أن يلتحق بها الطفل (يمكن أن تكون مدرسة عادية أو مدرسة خاصة).

## تاريخ
أصبحت السلطات المحلية مسؤولة عن تعليم الأطفال الصم والأطفال المكفوفين في عام 1893. أصبح تعليم الأطفال ذوي الإعاقة إلزاميًا بموجب قانون التعليم لعام 1918. كان الموقف السائد في ذلك الوقت هو أنه يجب إرسال الأطفال ذوي الإعاقة إلى المدارس الداخلية بدلاً من الالتحاق بالمدارس العادية. أنشأ قانون التعليم لعام 1944 أحكامًا تسمح للأطفال ذوي الإعاقة بتلقي "معاملة تعليمية خاصة" في المدارس الخاصة. كان مطلوبًا من الأطفال إجراء تقييم طبي ليكونوا مؤهلين لذلك. تم تصنيف بعض الأطفال على أنهم غير قابلين للتعليم، ولم يُطلب منهم الالتحاق بالمدرسة. ألغى قانون التعليم لعام 1970 (الأطفال المعوقون) فئة غير القابلين للتعليم، مما سمح لجميع الأطفال المعوقين بتلقي التعليم. تم تقديم بيانات الاحتياجات التعليمية الخاصة في عام 1978 وتم منح آباء الأطفال ذوي الإعاقة الحق في استئناف القرارات التي اتخذتها السلطات المحلية بشأن القرارات المتعلقة بتعليم أطفالهم ونص قانون التعليم لعام 1981 على أنه يجب تعليم الأطفال في المدارس العادية كلما أمكن ذلك. نشأ دور منسق الاحتياجات الخاصة في عام 1982 لمراجعة الأحكام الخاصة السائدة، ورفع توقعات زملائه المعلمين والدفاع عن الأشخاص ذوي الإعاقة حتى أثناء التخفيضات التعليمية. جعل قانون التعليم لعام 1993 وجود منسقي التعليم المتخصص إلزاميًا في جميع المدارس ووضع إرشادات لتحديد التلاميذ ذوي الاحتياجات التعليمية الخاصة وتقييم احتياجاتهم. حظر قانون الاحتياجات التعليمية الخاصة والإعاقة لعام 2001 التمييز ضد التلاميذ ذوي الإعاقة في المدارس والكليات وغيرها من المؤسسات التعليمية. كما تم إنشاء محكمة الاحتياجات التعليمية الخاصة والإعاقة.
قبل قانون الأطفال والأسر لعام 2014، كانت هناك ثلاثة مستويات من الدعم في إنجلترا وويلز:
- العمل المدرسي - للتلاميذ ذوي الاحتياجات ذات المستوى المنخفض نسبيًا والذين يمكن دعمهم من خلال الدعم الإضافي المقدم داخل المدرسة، مثل استخدام مواد التدريس المتخصصة في الدروس.[21]
- العمل المدرسي الإضافي - للطلاب الذين يحتاجون إلى دعم إضافي من خدمة دعم خارجية. على سبيل المثال، معالج النطق واللغة أو أخصائي علم النفس التربوي.[21]
- بيان الاحتياجات التعليمية الخاصة - للطلاب ذوي الاحتياجات الأكثر تعقيدًا.[22]

في قضية القانون الإنجليزي سكيبر ضد مدرسة كالدرديل ميتروبوليتان بورو (2006) EWCA Civ 238، سمحت محكمة الاستئناف للمستأنفة برفع دعوى ضد مدرستها السابقة لفشلها في تشخيص وعلاج عسر القراءة لديها.

## الانتقادات

### نقص التمويل
لقد تعرضت عملية توفير التمويل للطلاب ذوي الاحتياجات التعليمية الخاصة والإعاقات (SEND) لانتقادات شديدة باعتبارها غير كافية. وزعمت بعض المجالس أنها غير قادرة على القيام بواجباتها القانونية تجاه الأطفال ذوي الاحتياجات التعليمية الخاصة بسبب نقص التمويل من الحكومة المركزية. اشتكى المعلمون أيضًا من عدم قدرتهم على تعليم تلاميذ ذوي الاحتياجات التعليمية الخاصة بالقدر الذي يرغبون فيه بسبب نقص التمويل.
في عام 2019، نشرت لجنة التعليم التابعة لمجلس العموم تقريراً يفيد بأن الإصلاحات التي تم تقديمها في عام 2014 تم تنفيذها بشكل سيئ مما أدى إلى إلحاق الضرر بالعديد من التلاميذ ذوي الاحتياجات التعليمية الخاصة. كان على الأطفال أن يعيشوا بدون الدعم الذي يحتاجون إليه، مما أثر على صحتهم العقلية وكذلك تعليمهم، كما عانى الأطفال من القلق والاكتئاب وإيذاء النفس، وحاول أطفال لا تتجاوز أعمارهم تسع سنوات الانتحار. كان على عائلات الأطفال أن تحاول التكيف مع البيروقراطية. وانتقد التقرير أيضا النقص في التمويل ودعا إلى مزيد من المساءلة في النظام. وطالبوا بتطبيق أنظمة تفتيش أكثر صرامة، مع وضع عواقب واضحة في حالة الفشل. يجب أن يكون الآباء والمدارس قادرين على تقديم استئناف مباشر إلى وزارة التعليم إذا لم تفي السلطات المحلية بالتزاماتها القانونية. ينبغي أن تركز عمليات تفتيش المدارس بشكل أكبر على الاحتياجات التعليمية الخاصة والاحتياجات التعليمية الخاصة، وينبغي أن يتمتع أمناء المظالم في مجال الرعاية الاجتماعية والسلطات المحلية بصلاحيات أكبر. قال النائب روبرت هالفون : "لا يمكن لوزارة التعليم أن تستمر في نهجها التدريجي والتفاعلي في دعم الأطفال ذوي الاحتياجات التعليمية الخاصة. فبدلاً من الاكتفاء بالحلول المؤقتة، المطلوب هو تحول، وإشراف أكثر استراتيجية، وتغيير جذري لضمان عدم خذلان جيل كامل من الأطفال". وقال كيفن كورتني، من الاتحاد الوطني للتعليم: "ترغب المدارس والسلطات المحلية في تقديم أفضل دعم ممكن لطلاب ذوي الاحتياجات التعليمية الخاصة، لكن الأدوات اللازمة لم تعد متوفرة عمومًا بسبب تخفيضات الخدمات المحلية". وصرحت جمعية الحكومة المحلية : "تدعم المجالس الإصلاحات المنصوص عليها في قانون الأطفال والأسر لعام ٢٠١٤، لكننا كنا واضحين آنذاك بأن الحكومة قللت من تكلفة تنفيذها". في بعض الحالات، سحب أولياء الأمور أطفالهم من المدرسة، مما أدى إلى اتخاذ السلطات إجراءات لإجبارهم على الحضور. وقد رفعت مجموعة من الآباء دعوى قانونية ضد هذا الأمر.

### الاستثناءات والإلغاء
الأطفال ذوي الاحتياجات التعليمية الخاصة أكثر عرضة للطرد الرسمي من المدرسة أو إخراجهم منها. الحذف هو إزالة الطالب من سجل المدرسة، غالبًا قبل وقت قصير من موعد تقديم امتحانات الشهادة العامة للتعليم الثانوي، مما قد يؤدي إلى توقف تعليم الطفل. كانت هناك مزاعم بأن الأطفال ذوي الاحتياجات التعليمية الخاصة الذين من غير المرجح أن يحققوا الهدف الوطني المتمثل في الحصول على خمس شهادات عامة للتعليم الثانوي في الصفوف من الرابع إلى التاسع يتم استبعادهم أو إخراجهم من القائمة لرفع موقف المدرسة في جداول الدوري. قالت آن لونجفيلد، مفوضة الأطفال، "لقد أصبحت مقتنعة بشكل متزايد بأن بعض المدارس تسعى إلى تحسين نتائج امتحاناتها الإجمالية من خلال إزالة الأطفال المعرضين للخطر من قائمة المدرسة... ومن المؤسف أن هذا قد يشمل الأطفال الذين يعانون من إعاقات، والذين ليس لديهم خيار سوى الذهاب إلى بدائل غير مناسبة أو التعليم المنزلي".

### الإفراط في التعريف
كانت هناك ادعاءات بأن الأسر الثرية سوف تضغط من أجل تحديد طفلها على أنه يعاني من احتياجات تعليمية خاصة حتى يتمكن الطفل من الوصول إلى دعم إضافي عندما لا يكون لديه أي إعاقة حقيقية. لقد ارتفع عدد الأطفال الذين تم تحديدهم على أنهم يعانون من احتياجات تعليمية خاصة. أظهرت الأرقام المنشورة في عام 2009 أن 17.8% من التلاميذ في المدارس الإنجليزية لديهم احتياجات تعليمية خاصة، وهي زيادة عن 14.9% في عام 2005، مما أدى إلى ادعاءات بأن المدارس تصنف عددًا كبيرًا جدًا من الأطفال على أنهم من ذوي الاحتياجات التعليمية الخاصة. قالت لورين بيترسن، الرئيسة التنفيذية السابقة للجمعية الوطنية للاحتياجات التعليمية الخاصة، "إنهم [الآباء] يشعرون أن التصنيف سيمنح الطفل، وربما الأسرة، دعمًا إضافيًا قد لا يحصلون عليه بدونه؛ مثل الوصول إلى المزايا، أو الدعم في الامتحانات أو مكان في بيئة متخصصة". وفي حالات أخرى، اتُهمت المدارس بتحديد الأطفال غير المعاقين على أنهم من ذوي الاحتياجات التعليمية الخاصة لإخفاء معايير التدريس السيئة.

### نقص التعريف
وعلى العكس من ذلك، يزعم بعض الناس أن هناك مشكلة تتمثل في عدم تحديد الأطفال ذوي الإعاقة على أنهم بحاجة إلى دعم إضافي. ويقال إن هذا الأمر صعب بشكل خاص بالنسبة للأسر ذات الدخل المنخفض، التي قد لا تكون قادرة على تحمل تكاليف التقييمات التشخيصية الخاصة لحالات مثل عسر القراءة. تقول بيرناديت جون، مديرة قسم التعليم الخاص في دليل المدارس الجيدة : "هناك سبب وجيه يجعل آباء الطبقة المتوسطة أكثر قدرة على تشخيص احتياجات أطفالهم الخاصة: المال. هناك نقص حاد في أخصائيي علم النفس التربوي في السلطات المحلية، ويمكن للأطفال أن يتوقعوا انتظارًا لمدة عام على الأقل لمقابلة أحدهم للحصول على تشخيص".

## روابط خارجية
- تقرير Ofsted لعام 2010 حول الاحتياجات التعليمية الخاصة "البيان لا يكفي"
- تقرير بيركو
- مجلس تسجيل المدارس التي تُدرّس التلاميذ المصابين بعسر القراءة
- السير جيم روز يعرض نتائج مراجعة عسر القراءة
- ناسين - مؤسسة خيرية للاحتياجات التعليمية الخاصة
- باتوس - رابطة معلمي الاحتياجات التعليمية الخاصة

1. ↑  Sewell، Geof (1982). Sewell، Geof (المحرر). Reshaping Remedial Education (ط. 1). London: Routledge. ص. 1. DOI:10.4324/9780429504136. ISBN:0-7099-2348-1. S2CID:152310848.